# Natalia Villarreal
Natalia Villarreal Pardo (Monterrey, Nuevo León, 19 de marzo de 1998), conocida como Natalia Villarreal, es una futbolista mexicana. Juega como lateral por izquierda en Tigres de la Primera División Femenil de México.

## Clubes
| Club   | País   | Año                       |
| ------ | ------ | ------------------------- |
| CHIVAS | México | UANL2017-2025 CHIVAS 2025 |

## Palmarés

### Títulos nacionales
| Título          | Club        | País   | Año      |
| --------------- | ----------- | ------ | -------- |
| Liga MX Femenil | Tigres UANL | México | Cl. 2018 |
| Liga MX Femenil | Tigres UANL | México | Cl. 2019 |
| Liga MX Femenil | Tigres UANL | México | 2020     |
| Liga MX Femenil | Tigres UANL | México | Cl. 2021 |